# Toetreding van Kroatië tot de Europese Unie
Kroatië trad op 1 juli 2013, tien jaar na de aanvraag van het lidmaatschap, als 28ste lidstaat toe tot de Europese Unie. Na Brexit in 2020 zijn er nog 27 landen onderdeel van de EU. 
Het Kroatische lidmaatschap is mogelijk gemaakt door versterkingen van enkele instituten van het land, verkiezingshervormingen, uitbreiding van het budget voor het Hoger Gerechtshof en de Ombudsman, verbeteringen van de rechten voor minderheden en de terugkeer en integratie van vluchtelingen, waarmee de missie van de OVSE eind 2007 kon worden stopgezet.

## Geschiedenis
De weg naar aansluiting bij de Europese Unie begon voor Kroatië op 30 oktober 2001, toen Kroatië het Stabilisatie- en Associatieverdrag met de EU ondertekende. Het ondertekenen van dit verdrag is noodzakelijk om erkend te worden als kandidaat-lidstaat. Op 21 februari 2003 diende Kroatië formeel het verzoek in toe te mogen treden tot de Europese Unie. De Europese Commissie gaf vervolgens op 20 april 2004 een positief advies, waarop de Europese Raad Kroatië op 18 juni 2004 erkende als een officiële kandidaat-lidstaat. Er werd besloten de onderhandelingen te beginnen op 17 maart 2005. 
Een dag voor het begin van de onderhandelingen stelde de Europese Raad de onderhandelingen echter voor onbepaalde tijd uit, omdat Kroatië niet goed genoeg zou meewerken met het Joegoslavië-tribunaal. Het feit dat de voormalige generaal Ante Gotovina nog steeds niet was opgespoord was de EU een doorn in het oog. Na een toespraak van de hoofdaanklager van het Joegoslavië-tribunaal, Carla del Ponte begin oktober 2005, werd op 4 oktober 2005 begonnen met onderhandelen. Het zogenaamde screeningsproces begon op 20 oktober. Op 6 december 2005 werd Ante Gotovina op het eiland Tenerife opgepakt.
Op 18 december 2008 blokkeerde Slovenië de EU-onderhandelingen met Kroatië. De reden hiervoor waren enkele grensgeschillen die sinds de onafhankelijkheid van beide landen in 1991 nooit zijn opgelost. Hierdoor konden de geplande 10 hoofdstukken niet geopend worden. Toch verwachte Olli Rehn, EU-commissaris voor Uitbreiding, geen verdere vertraging in het toetredingsproces. Op 14 oktober 2009 liet Rehn weten dat hij verwachtte dat het toetredingsproces in 2010 kon worden afgerond. In een referendum over deze kwestie stemde een nipte meerderheid van de Sloveense kiezers voor de door het parlement aangenomen overeenkomst over de territoriale grenzen op zee, waarmee het belangrijkste obstakel voor de toetreding is gepasseerd. Een ander obstakel werd in de zomer van 2010 weggenomen. Kroatië en Slovenië zijn het eens geworden over de manier waarop zij een probleem oplossen voor Kroatische rekeninghouders bij een failliete Sloveense bank.
Oorspronkelijk zouden de onderhandelingen in 2010 afgesloten worden, zodat toetreding in 2012 mogelijk zou zijn, maar deze tijdlijn werd niet gehaald. De onderhandelingen zijn op 30 juni 2011 formeel afgesloten en als beoogde toetredingsdatum werd 1 juli 2013 bekendgemaakt. Het toetredingsverdrag werd op 9 december 2011 in Brussel getekend door vertegenwoordigers van Kroatië en de EU. Op 22 januari 2012 spraken de inwoners van Kroatië zich in een referendum uit voor toetreding tot de Europese Unie. Voor de daadwerkelijke toetreding moesten alle zittende 27 lidstaten het verdrag nog ratificeren; dit proces werd op 21 juni 2013 afgerond.
Op 14 april 2013 werden in Kroatië verkiezingen voor het Europees Parlement (EP) gehouden. Er werden 12 leden gekozen, waarmee per de toetreding van het land het totaal aantal EP-leden op 766 uitkomt. Het kartel HDZ/HSP AS/BUZ werd het grootste met zes zetels, het kartel SDP/HNS/HSU kreeg er vijf en de Kroatische arbeiders - Partij van de Arbeid (HL) behaalde één zetel. De opkomst was laag: 20,7%.
Eind september 2013 zegde de Kroatische regering aan de Europese Commissie toe een omstreden wet terug te draaien die het moeilijk maakt om Kroatische verdachten van onder meer oorlogsmisdaden uit te leveren aan andere EU-lidstaten. De wet was enkele dagen vóór Kroatiës toetreding aangenomen door het parlement, maar was scherp bekritiseerd door onder meer de Europese Commissie.

## Onderhandelingen
| Gemeenschapsrecht                                             | Screening begonnen | Screening voltooid | Hoofdstuk bevroren | Hoofdstuk niet bevroren | Hoofdstuk geopend | Hoofdstuk afgesloten |
| ------------------------------------------------------------- | ------------------ | ------------------ | ------------------ | ----------------------- | ----------------- | -------------------- |
| 1. Vrij verkeer van goederen                                  | 2006-01-16         | 2006-02-24         | –                  | –                       | 2008-07-25        | 2010-04-19           |
| 2. Vrij verkeer van werknemers                                | 2006-07-19         | 2006-09-11         | –                  | –                       | 2008-06-17        | 2009-10-02           |
| 3. Recht van vestiging en vrije dienstverrichting             | 2005-11-21         | 2005-12-20         | –                  | –                       | 2007-06-26        | 2009-12-21           |
| 4. Vrij verkeer van kapitaal                                  | 2005-11-25         | 2005-12-22         | 2008–12            | 2009–10                 | 2009-10-02        | 2010-11-05           |
| 5. Overheidsopdrachten                                        | 2005-11-07         | 2005-11-28         | –                  | –                       | 2008-12-19        | 2010-06-30           |
| 6. Vennootschapsrecht                                         | 2006-06-21         | 2006-07-20         | 2008–12            | 2009–10                 | 2007-06-26        | 2009-10-02           |
| 7. Wet inzake intellectuele eigendom                          | 2006-02-06         | 2006-03-03         | –                  | –                       | 2007-03-29        | 2008-12-19           |
| 8. Concurrentiebeleid                                         | 2005-11-08         | 2005-12-02         | –                  | –                       | 2010-06-30        | 2011-06-30           |
| 9. Financiële diensten                                        | 2006-03-29         | 2006-05-03         | –                  | –                       | 2007-06-26        | 2009-11-27           |
| 10. Informatiemaatschappij en media                           | 2006-06-12         | 2006-07-14         | –                  | –                       | 2007-07-26        | 2008-12-19           |
| 11. Landbouw                                                  | 2005-12-05         | 2006-01-26         | 2008–12            | 2009–10                 | 2009-10-02        | 2011-04-19           |
| 12. Voedselveiligheid, veterinair en fytosanitair beleid      | 2006-03-09         | 2006-04-28         | 2008–12            | 2009–10                 | 2009-10-02        | 2010-07-27           |
| 13. Visserij                                                  | 2006-02-24         | 2006-03-31         | 2008–12            | 2010–02                 | 2010-02-19        | 2011-06-06           |
| 14. Vervoersbeleid                                            | 2006-06-26         | 2006-09-28         | –                  | –                       | 2008-04-21        | 2010-11-05           |
| 15. Energie                                                   | 2006-05-15         | 2006-06-16         | –                  | –                       | 2008-04-21        | 2009-11-27           |
| 16. Belasting                                                 | 2006-06-06         | 2006-07-12         | 2008–12            | 2009–10                 | 2009-10-02        | 2010-06-30           |
| 17. Economisch en monetair beleid                             | 2006-02-16         | 2006-03-23         | –                  | –                       | 2006-12-21        | 2008-12-19           |
| 18. Statistiek                                                | 2006-06-19         | 2006-07-18         | 2008–12            | 2009–10                 | 2007-06-26        | 2009-10-02           |
| 19. Sociaal beleid en werkgelegenheid                         | 2006-02-08         | 2006-03-22         | –                  | –                       | 2008-06-17        | 2009-12-21           |
| 20. Ondernemings- & industriebeleid                           | 2006-03-27         | 2006-05-05         | –                  | –                       | 2006-12-21        | 2008-07-25           |
| 21. Trans-Europese Netwerken                                  | 2006-06-30         | 2006-09-29         | 2008–12            | 2009–10                 | 2007-12-19        | 2009-10-02           |
| 22. Regionaal beleid en coördinatie van structuurinstrumenten | 2006-09-11         | 2006-10-10         | 2008–12            | 2009–10                 | 2009-10-02        | 2011-04-19           |
| 23. Rechterlijke macht en fundamentele rechten                | 2006-09-06         | 2006-10-13         | –                  | –                       | 2010-06-30        | 2011-06-30           |
| 24. Justitie, vrijheid en veiligheid                          | 2006-01-23         | 2006-02-15         | 2008–12            | 2009–10                 | 2009-10-02        | 2010-12-22           |
| 25. Wetenschap en onderzoek                                   | 2005-10-20         | 2005-11-14         | –                  | –                       | 2006-06-12        | 2006-06-12           |
| 26. Onderwijs en cultuur                                      | 2005-10-26         | 2005-11-16         | –                  | –                       | 2006-12-11        | 2006-12-11           |
| 27. Milieu                                                    | 2006-04-03         | 2006-06-02         | 2008–12            | 2010–02                 | 2010-02-19        | 2010-12-22           |
| 28. Bescherming consumenten en volksgezondheid                | 2006-06-08         | 2006-07-11         | –                  | –                       | 2007-10-12        | 2009-11-27           |
| 29. Douane-unie                                               | 2006-01-31         | 2006-03-14         | 2008–12            | 2009–10                 | 2006-12-21        | 2009-10-02           |
| 30. Buitenlandse betrekkingen                                 | 2006-07-10         | 2006-09-13         | –                  | –                       | 2007-10-12        | 2008-10-30           |
| 31. Buitenlands, veiligheids- en defensiebeleid               | 2006-09-14         | 2006-10-06         | 2008–12            | 2010–04                 | 2010-06-30        | 2010-12-22           |
| 32. Financiële controle                                       | 2006-05-18         | 2006-06-30         | –                  | –                       | 2007-06-26        | 2010-07-27           |
| 33. Financiële en budgettaire bepalingen                      | 2006-09-06         | 2006-10-04         | –                  | –                       | 2007-12-19        | 2011-06-30           |
| 34. Instellingen                                              | –                  | –                  | –                  | –                       | 2010-11-05        | 2010-11-05           |
| 35. Andere kwesties                                           | –                  | –                  | –                  | –                       | 2011-06-30        | 2011-06-30           |
| Voortgang                                                     | 33 van de 33       | 33 van de 33       | 13 van de 13       | 13 van de 13            | 35 van de 35      | 35 van de 35         |

## Economie
Na Slovenië is Kroatië het beste hersteld na het uiteenvallen van Joegoslavië. Het land heeft een stabiele vrijemarkteconomie en het BBP per hoofd van de bevolking ligt boven dat van Bulgarije en Roemenië en is vergelijkbaar met dat van Polen.
Oprichting:

1957: ondertekening Verdrag van Rome door:
België · Frankrijk · Bondsrepubliek Duitsland · Nederland · Luxemburg · Italië

1958: oprichting Europese Economische Gemeenschap

Uitbreidingen:

1973: Denemarken · Ierland · Verenigd Koninkrijk

1981: Griekenland

1986: Portugal · Spanje

1995: Finland · Oostenrijk · Zweden

2004: Cyprus · Estland · Hongarije · Letland · Litouwen · Malta · Polen · Slovenië · Slowakije · Tsjechië

2007: Bulgarije · Roemenië

2013: Kroatië

Kandidaat-lidstaten:

Albanië · Bosnië en Herzegovina · Georgië · Moldavië · Montenegro · Oekraïne · Noord-Macedonië · Servië · Turkije

Potentiële lidstaten:

Kosovo 

Staten die hun aanvraag introkken:

IJsland · Liechtenstein · Noorwegen · Zwitserland
Overige Europese staten:

Armenië · Azerbeidzjan · Wit-Rusland · Rusland
Uitgetreden staten:

2020: Verenigd Koninkrijk